# Кастильо, Хесус (футболист, 2001)
Хесус Абдалла Кастильо Молина (исп. Jesús Abdallah Castillo Molina; род. 11 июня 2001, Кальяо) — перуанский футболист, полузащитник клуба «Жил Висенте» и сборной Перу.

## Клубная карьера
Кастильо — воспитанник клуба «Спортинг Кристал». 1 февраля 2020 года в матче против «Кахамарка» он дебютировал в перуанской Премьере. По итогам сезона игрок помог клубу выиграть чемпионат. 8 октября 2021 года в поединке против «Депортиво Бинасьональ» Хесус забил свой первый гол за «Спортинг Кристал».

## Международная карьера
16 января 2022 года товарищеском матче против сборной Панамы Кастильо дебютировал за сборную Перу. 

## Достижения
Клубные
 «Спортинг Кристал»
- Победитель перуанской Примеры — 2020